# Petra Schrott
Petra Schrott (* 23. Juni 1971; † 17. Juni 2025) war eine italienische Badmintonspielerin. 

## Karriere
Schrott gewann nach einem Juniorentitel in Italien 1990 ihren ersten nationalen Titel bei den Erwachsenen. 17 weitere nationale Titel folgten bis 2004. Sie nahm an den Badminton-Weltmeisterschaften 1991 und 1995 teil. 1992 qualifizierte sie sich als erste italienische Badmintonspielerin für die Olympischen Spiele, wurde aber aus finanziellen Überlegungen vom Olympischen Komitee Italiens nicht nominiert und konnte daher nicht teilnehmen.
Am 17. Juni 2025 starb Petra Schrott nach kurzer schwerer Krankheit.

## Sportliche Erfolge
| Saison | Veranstaltung                               | Disziplin   | Platz | Partner/in      |
| ------ | ------------------------------------------- | ----------- | ----- | --------------- |
| 1989   | Italien: Einzelmeisterschaften der Junioren | Damendoppel | 1     | Tanja Egger     |
| 1990   | Italien: Einzelmeisterschaften              | Dameneinzel | 1     | -               |
| 1990   | Italien: Einzelmeisterschaften              | Mixed       | 1     | Roland Osele    |
| 1990   | Italien: Einzelmeisterschaften              | Damendoppel | 1     | Tanja Egger     |
| 1991   | Italien: Einzelmeisterschaften              | Damendoppel | 1     | Tanja Egger     |
| 1991   | Italien: Einzelmeisterschaften              | Dameneinzel | 1     | -               |
| 1992   | Italien: Einzelmeisterschaften              | Damendoppel | 1     | Tanja Egger     |
| 1992   | Italien: Einzelmeisterschaften              | Dameneinzel | 1     | -               |
| 1992   | Italien: Einzelmeisterschaften              | Mixed       | 1     | Anton Klotzner  |
| 1993   | Italien: Einzelmeisterschaften              | Dameneinzel | 1     | -               |
| 1993   | Italien: Einzelmeisterschaften              | Damendoppel | 1     | Tanja Egger     |
| 1998   | Italien: Einzelmeisterschaften              | Mixed       | 1     | Andreas Pichler |
| 1998   | Italien: Einzelmeisterschaften              | Dameneinzel | 1     | -               |
| 1999   | Italien: Einzelmeisterschaften              | Dameneinzel | 1     | -               |
| 2000   | Italien: Einzelmeisterschaften              | Mixed       | 1     | Klaus Raffeiner |
| 2001   | Italien: Einzelmeisterschaften              | Mixed       | 1     | Klaus Raffeiner |
| 2002   | Italien: Einzelmeisterschaften              | Mixed       | 1     | Klaus Raffeiner |
| 2003   | Italien: Einzelmeisterschaften              | Mixed       | 1     | Klaus Raffeiner |
| 2004   | Italien: Einzelmeisterschaften              | Mixed       | 1     | Klaus Raffeiner |